# Orthemis
Orthemis is een geslacht van libellen (Odonata) uit de familie van de korenbouten (Libellulidae).

## Soorten
Orthemis omvat 23 soorten:
- Orthemis aequilibris Calvert, 1909
- Orthemis ambinigra Calvert, 1909
- Orthemis ambirufa Calvert, 1909
- Orthemis anthracina De Marmels, 1989
- Orthemis attenuata (Erichson, 1848)
- Orthemis biolleyi Calvert, 1906
- Orthemis cinnamomea von Ellenrieder, 2009
- Orthemis concolor Ris, 1919
- Orthemis coracina von Ellenrieder, 2009
- Orthemis cultriformis Calvert, 1899
- Orthemis discolor (Burmeister, 1839)
- Orthemis ferruginea (Fabricius, 1775)
- Orthemis flavopicta Kirby, 1889
- Orthemis harpago von Ellenrieder, 2009
- Orthemis levis Calvert, 1906
- Orthemis macrostigma (Rambur, 1842)
- Orthemis nodiplaga Karsch, 1891
- Orthemis philipi von Ellenrieder, 2009
- Orthemis plaumanni Buchholz, 1950
- Orthemis regalis Ris, 1910
- Orthemis schmidti Buchholz, 1950
- Orthemis sulphurata Hagen, 1868
- Orthemis tambopatae von Ellenrieder, 2009